# 간다촌 (시가현)
간다촌(神田村)은 일본 시가현 사카타군에 설치되었던 촌이다. 현재의 나가하마시의 일부에 해당한다.